# 荒川敏行
荒川 敏行（あらかわ としゆき、1953年（昭和28年）- ）は、日本の作曲家、編曲家、JASRAC会員。
中央大学文学部卒業後、楽曲制作ディレクターとしてコロムビア・レコードに入社する。制作ディレクターとして美空ひばり、舟木一夫、由美かおる、井上純一に楽曲を提供した。1983年に退社し、アメリカのDick Grove School of Musicに6年間留学する。帰国後、音楽作家事務所「イマジン」でテレビアニメ「クレヨンしんちゃん」、「少年アシベ」の音楽の仕事を引き受けたのちフリーになる。その後は音楽プロデューサー、アレンジャーとして数多くの作品に携わる。
アシスタントにボーカリストのCHIKA（酒井知香子）がいる。

## 主な参加作品
- 少年アシベ（テレビアニメ・OVA）
- クレヨンしんちゃん（テレビアニメ・劇場版）
- サイボーグクロちゃん
- 映画ウメ星デンカ

いずれも作曲担当。
- みんなのうたテキスト（ピアノ編曲）